# Gyula Németh (Leichtathlet)
Gyula Németh (* 2. Dezember 1959; † 12. März 2023) war ein ungarischer Hochspringer.
Bei den Leichtathletik-Halleneuropameisterschaften 1988 in Budapest wurde er Achter.
1986 und 1989 wurde er ungarischer Meister.

## Persönliche Bestleistungen
- Hochsprung: 2,25 m, 16. August 1986, Budapest
- Halle: 2,24 m, 23. Februar 1985, Budapest